# Mustela erminea cicognanii
Mustela erminea cicognanii es una subespecie de  mamíferos carnívoros  de la familia Mustelidae subfamilia Mustelinae.

## Distribución geográfica
Se encuentran en Norteamérica: Connecticut, Pennsylvania, Ohio, Quebec y Ontario.